# グッドナイト・トゥナイト
「グッドナイト・トゥナイト」（Goodnight Tonight）は、1979年にポール・マッカートニー&ウイングスが発表した楽曲、及び同曲を収録したシングル。ビルボード（Billboard）誌では、1979年5月19日に週間ランキング最高位の第5位を獲得。ビルボード誌1979年年間ランキングは第47位。キャッシュボックス誌では、5月19日、最高位4位を獲得し、年間ランキングでは53位を記録した。

## 解説
ローレンス・ジュバー（ギター）とスティーヴ・ホリー（ドラムス）加入後としては初のシングル。当時流行していたディスコ・ミュージックに影響を受けて作られた曲で、ロング・ヴァージョンを含む12インチ・シングルも発売された。
1979年6月にリリースされたウイングスのアルバム『バック・トゥ・ジ・エッグ』には収録されず、後にベスト・アルバム『オール・ザ・ベスト』のアメリカ盤、『ウィングスパン』、『マッカートニーII』の1993年リマスター盤に収録された。B面の「デイタイム・ナイトタイム・サファリング」は、『バック・トゥ・ジ・エッグ』のCDボーナス・トラックとして追加収録された。

## 収録曲
- グッドナイト・トゥナイト（Goodnight Tonight）
- デイタイム・ナイトタイム・サファリング(Daytime Nightime Suffering)

12inch single 
- グッドナイト・トゥナイト(ロング・バージョン)（Goodnight Tonight）
- デイタイム・ナイトタイム・サファリング(Daytime Nightime Suffering)

## クレジット
- ポール・マッカートニー - リード・ボーカル、バッキング・ボーカル、ベース、アコースティック・ギター、エレクトリック・ギター、シンセサイザー、ドラムス、タンバリン、パーカッション、ボコーダー
- リンダ・マッカートニー - バッキング・ボーカル
- デニー・レイン - バッキング・ボーカル、エレクトリック・ギター
- ローレンス・ジューバー - バッキング・ボーカル、アコースティック・ギター、エレクトリック・ギター
- スティーブ・ホリー - バッキング・ボーカル、クレイ・ハンド・ドラムス、パーカッション